# Ист Гранд Форкс (Минесота)
Ист Гранд Форкс (енгл. East Grand Forks) град је у америчкој савезној држави Минесота.

## Демографија
По попису из 2010. године број становника је 8.601, што је 1.1 (14,7%) становника више него 2000. године.
| Група             | 2000.         | 2010.         |
| Белци             | 6.658 (88,8%) | 7.571 (88,0%) |
| Афроамериканци    | 39 (0,5%)     | 109 (1,3%)    |
| Азијати           | 25 (0,3%)     | 48 (0,6%)     |
| Хиспаноамериканци | 565 (7,5%)    | 563 (6,5%)    |
| Укупно            | 7.501         | 8.601         |